# Gianluca Susta
Gianluca Susta este un om politic italian, membru al Parlamentului European în perioada 2004-2009 din partea Italiei.
1. ↑   http://www.europarl.europa.eu/meps/en/36396/GIANLUCA_SUSTA_home.html Lipsește sau este vid: |title= (ajutor)
2. ↑   http://www.senato.it/leg/17/BGT/Schede/Attsen/00029187.htm Lipsește sau este vid: |title= (ajutor)
3. 1 2  Deputații în Parlamentul European
4. ↑   http://www.europarl.europa.eu/meps/it/36396/GIANLUCA_SUSTA_home.html Lipsește sau este vid: |title= (ajutor)